# Saredon
Saredon är en civil parish i Storbritannien.   Den ligger i grevskapet Staffordshire och riksdelen England, i den södra delen av landet, 180 km nordväst om huvudstaden London. Antalet invånare är 829. Arean är 8,5 kvadratkilometer.
Terrängen i Saredon är platt.